# Cekalang
Cekalang is een bestuurslaag in het regentschap Tuban van de provincie Oost-Java, Indonesië. Cekalang telt 1625 inwoners (volkstelling 2010).